# Jarmilka alba
Jarmilka alba är en mångfotingart som beskrevs av Shear 1973. Jarmilka alba ingår i släktet Jarmilka och familjen Cambalidae. Inga underarter finns listade i Catalogue of Life.